# Список римских пап из Франции
Шестнадцать римских пап были папами французского происхождения, все они были на Папском троне во второй половине Средневековья. Семеро авиньонских пап были исключительно французами (номера с 10 по 16 ниже в списке). Французы — вторые после итальянцев по количеству римских пап на Святом Престоле.
1. Сильвестр II, 999—1003 (Герберт д’Ориллак).
2. Стефан IX (X), 1057—1058 (Фридрих Лотарингский).
3. Николай II, 1058—1061 (Жерар де Шеврон).
4. Блаженный Урбан II, 1088—1099 (Эд де Шатильон).
5. Каликст II, 1119—1124 (Ги Бургундский).
6. Урбан IV, 1261—1264 (Жак Панталеон Кур-Пале).
7. Климент IV, 1265—1265 (Ги Фулькуа Ле Гро).
8. Блаженный Иннокентий V, 1276 (Пьетро ди Тарантасиа).
9. Мартин IV, 1281—1284 (Симон Монпитье де Брион).
10. Климент V, 1305—1314 (Бертран де Го).
11. Иоанн XXII, 1316—1334 (Жак Дюэз).
12. Бенедикт XII, 1334—1342 (Жак Фурнье).
13. Климент VI, 1342—1352 (Пьер Роже).
14. Иннокентий VI, 1352—1362 (Этьен Обер).
15. Блаженный Урбан V, 1362—1370 (Гильом де Гримор).
16. Григорий XI, 1370—1378 (Пьер Роже де Бофор).